# Grallaria gigantea
El tororoí gigante (en Colombia) (Grallaria gigantea), también conocido como chululú gigante o gralaria gigante (en Ecuador), es una especie de ave paseriforme perteneciente al numeroso género Grallaria  de la familia Grallariidae, anteriormente incluido en Formicariidae. Rara y un tanto enigmática, solo habita en Colombia y Ecuador. Es presumiblemente pariente cercano del similar tororoí ondoso, G. squamigera, que se reproduce más al sur. Tiene tres subespecies, una de las cuales podrían estar extinta.

## Descripción

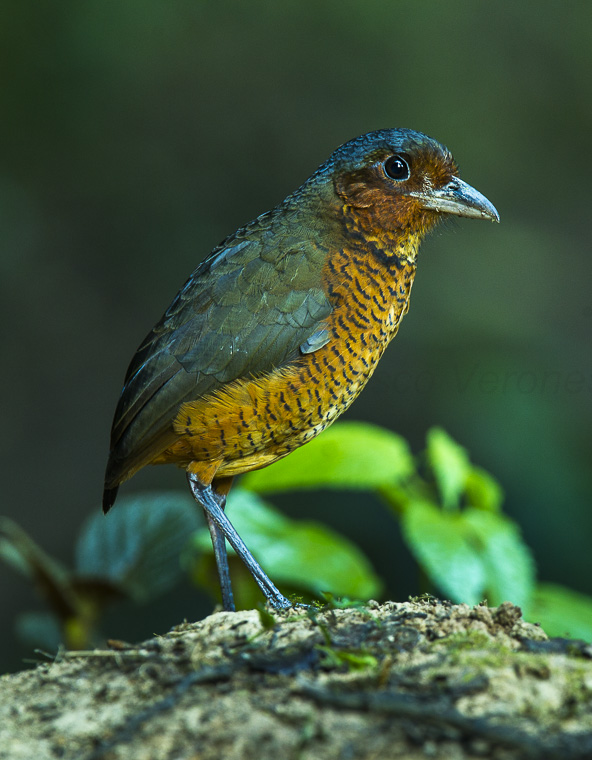
en Mindo, Ecuador

G. gigantea es, como su nombre indica, un tororoí de gran tamaño. Su longitud promedio es de 24 a 28 centímetros y hasta 300 gramos de peso, lo que hace que sea con facilidad la más pesada de todos los pájaros clamadores – su rival más cercano, el hued-hued castaño no excede los 185 gramos de peso. Tiene el dorso, las alas y la cola de marrón oliva oscuro. La parte superior de la cabeza hasta el cuello es pálido a medio gris. El plumaje restante es pardo rojizo profundo. Las plumas de la garganta y el pecho están bordeadas de negro, lo que resulta en un barrado oscuro en estas regiones. El pico es oscuro, fuerte y pesado, los ojos son igualmente oscuros, mientras que las patas y los pies son de color gris.
El canto consiste en trinos rápidos de tono bajo, alrededor de 14-21 notas por segundo. Estas son mantenidas varios segundos, durante los cuales elevan en el tono y se vuelven más fuertes. Los trinos se repiten después de una pausa de unos pocos a cerca una docena de segundos, que varía de forma irregular a lo largo de la longitud de la canción.
El tororoí ondoso (G. squamigera) es un poco más pequeño, con un tono pálido a la región malar y el vientre más amarillo. Su canto es difícil de distinguir, pero en lugar de la simple separación después de un tiempo, termina con algunos trinos adicionales, separados por pausas de longitud creciente.

## Distribución y hábitat
En Colombia, históricamente la subespecies G. g. lehmanni ha habitado las dos vertientes de la Cordillera Central, se recogieron varias muestras en los departamentos de Cauca y Huila antes de la mitad del siglo XX, uno (en 1941) en lo que hoy es el parque nacional natural Puracé. En 1988 y 1989, la especie fue registrada en la reserva natural La Planada en el departamento de Nariño, pero la identidad taxonómica de estas aves no ha sido verificada.
En Ecuador, la subespecies nominal anteriormente era más generalizada en la vertiente oriental de los Andes, pero en los últimos tiempos su presencia solo se ha confirmado en el oeste de la provincia de Napo. Anteriormente, fue descubierta (y todavía se puede encontrar en un hábitat protegido) en el este de las provincias de Carchi y Tungurahua. La subespecie hylodroma habita en la ladera occidental de los Andes, en las provincias de Pichincha y Cotopaxi. Dos especímenes viejos supuestamente de hylodroma provienen de un sitio llamado "El Tambo" que no ha sido relocalizado de forma decisiva (pero probablemente es en el oeste de la provincia de Cañar) y de cerro Castillo, en el oeste de la provincia de Pichincha; el primero está a cierta distancia del área de distribución conocida de la especie.
Habita en bosques montanos húmedos, con hylodroma registrada a 1200-2000 m s. n. m., gigantea a 2200 m s. n. m., y lehmanni a 3000 m s. n. m. Ocasionalmente, frecuenta ciénagas de bosques nubosos con abundante sotobosque, pastos y bosques secundarios; sin embargo, en general su supervivencia parece depender de bosques primarios.

## Comportamiento

### Alimentación
Su alimento son en gran medida invertebrados terrestres, aunque los artrópodos no parecen ser de importancia clave. Por el contrario, las lombrices de tierra parecen ser un alimento básico. Escarabajos y babosas también han sido registradas como presa.

### Reproducción
Poco se sabe sobre su reproducción. En el Jardín Botánico y Refugio Natural Pacha Quindi, un adulto de G. g. hylodroma fue visto alimentar a un polluelo con una lombriz el 19 de abril de 2001.

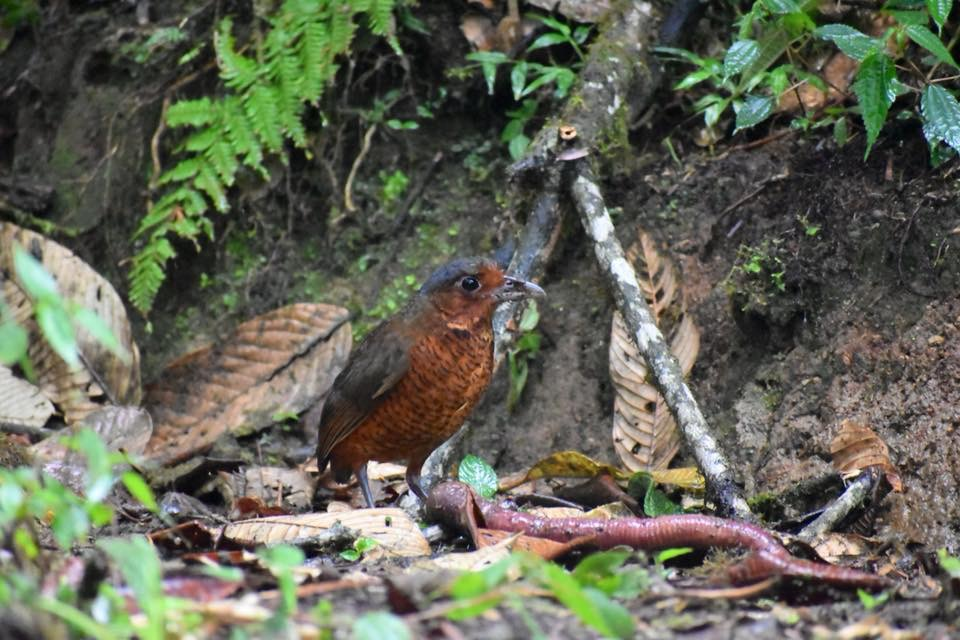
G. GIGANTEA